# Rothau
Rothau es una localidad y comuna francesa, situada en el departamento de Bajo Rin en la región de Alsacia.

## Demografía
| 1875 | 1886 | 1780 | 1596 | 1583 | 1557 |
| Para los censos de 1962 a 1999 la población legal corresponde a la población sin duplicidades (Fuente: INSEE [Consultar]) |      |      |      |      |      |

## Patrimonio

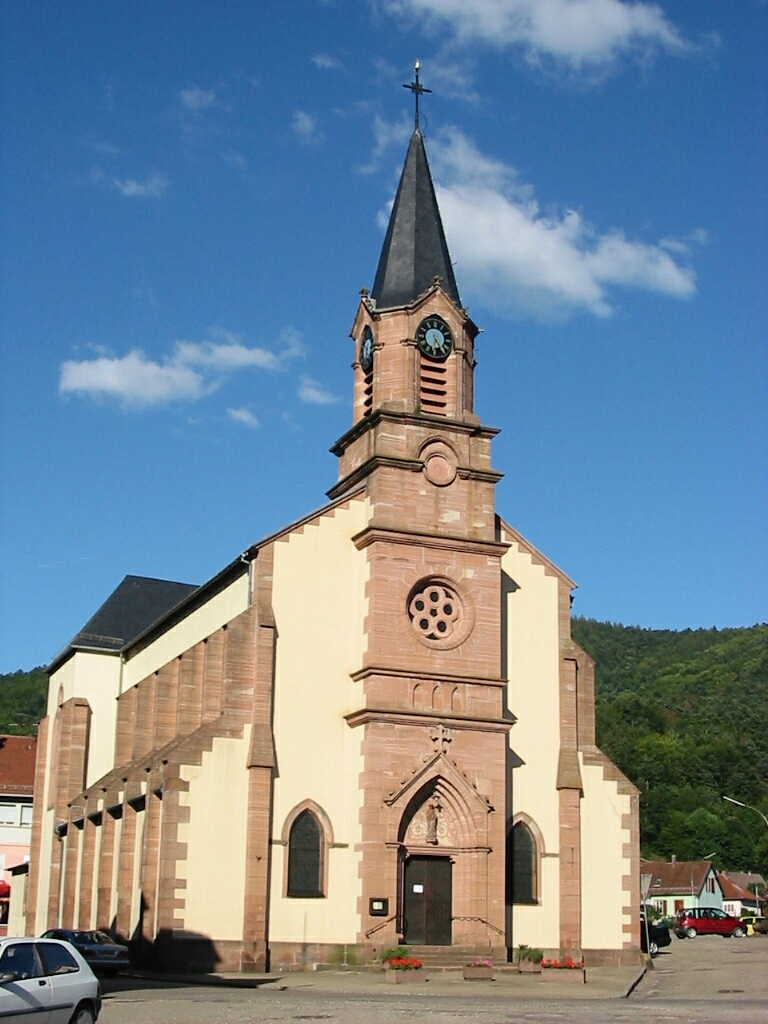
Iglesia católica
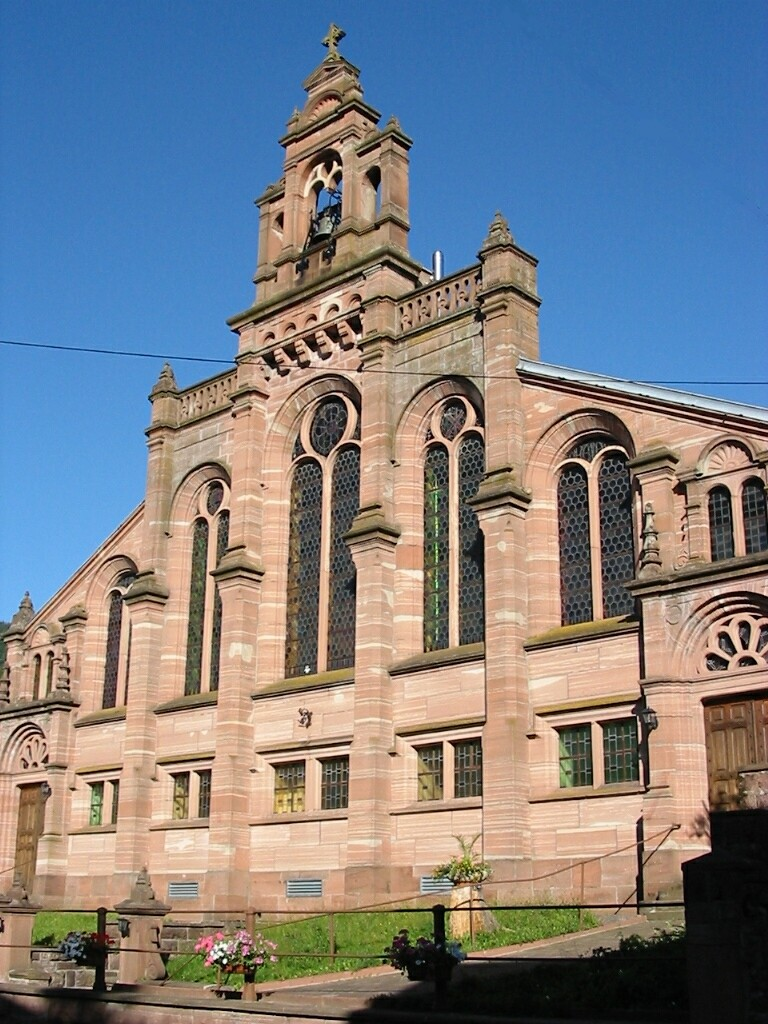
templo luterano

## Personajes célebres
Gustave Brion (1824-1877), pintor costumbrista.